# Ренасенса
Ренасенса (порт. Renascença) — муніципалітет у штаті Парана в Бразилії. Заснований 29 листопада 1961 року. Площа міста становить 425 км². Знаходиться 689 метрів над рівнем моря. У 2021 році населення становило 6 772 осіб.